# Dactyle pelotonné
Dactylis glomerata
Espèce
Dactylis glomerata, le dactyle aggloméré ou dactyle pelotonné, est une espèce de plantes monocotylédones, de la famille des Poaceae (graminées), sous-famille des Pooideae, originaire de l'Ancien Monde.
C'est une plante herbacée vivace largement cultivée dans tous les continents comme plante fourragère. C'est également une adventice (mauvaise herbe) répandue dans les cultures, notamment les vergers et les vignobles.
Cette plante de prairie, très commune, plutôt adaptée à la fauche qu'au pâturage, est souvent semée en association soit avec d'autres graminées, soit avec des légumineuses (trèfle ou luzerne). Son pollen est responsable d'allergies respiratoires.

## Phytonymie

### Nomenclature
L’espèce a été décrite et nommée Dactylis glomerata par Linné en 1753 dans Species Plantarum 1: 71.

### Étymologie
Le nom de genre Dactylis est un mot latin, emprunté au grec δάκτυλις « doigt », utilisé comme phytonyme par Dioscoride MM, 3, 4, pour désigner l’Aristoloche à racine longue (Aristolochia longa L.), en raison de la forme et de la grosseur de la racine. Présentement, il s’agit de la panicule ramifiée de la Poacée, qui ressemblerait à une main.
L’épithète spécifique glomerata  « aggloméré, pelotonné », vient du latin glomeratus, a, um, part. de glomero « mettre en pelote, en boule » (Gaffiot 2016), en raison des groupes d'épillets rassemblés en glomérules serrés.

### Noms vernaculaires
Chiendent-à-bossettes, dactyle, dactyle aggloméré, dactyle pelotonné, herbe des vergers, patte-de-lièvre, pied-de-poule, fenasse-à-boton.

## Taxinomie

### Synonymes

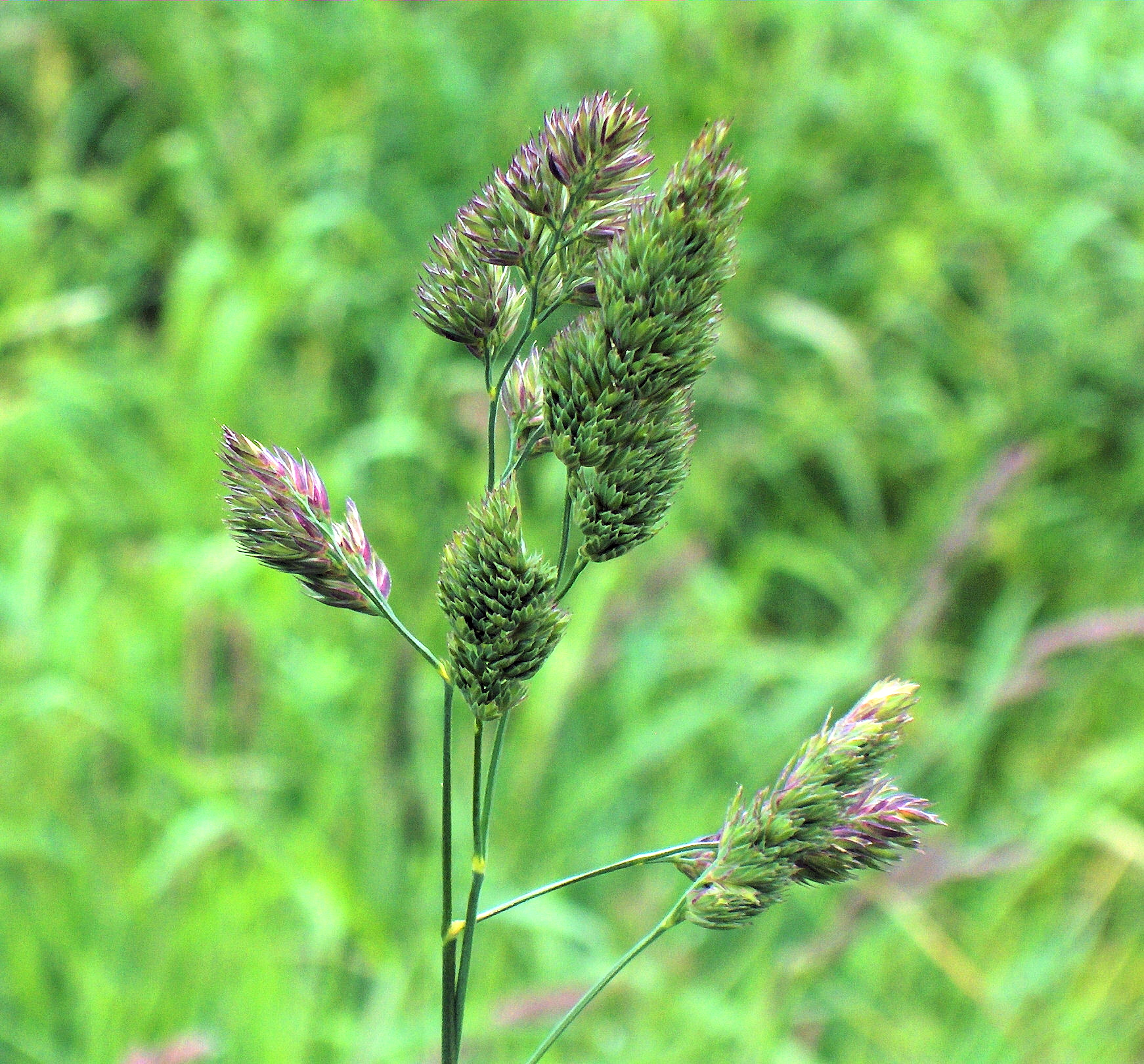
Dactylis glomerata

Selon Catalogue of Life (28 février 2018), le nom valide Dactylis glomerata a pour synonymes (non valides) :
- Bromus glomeratus (L.) Scop.
- Festuca glomerata (L.) All.
- Koeleria dactylis Chaub.
- Limnetis glomerata (L.) Eaton
- Phalaris glomerata (L.) Gueldenst.
- Trachypoa vulgaris Bubani, nom. superfl.

### Liste des sous-espèces
Selon The Plant List (28 février 2018) :
- Dactylis glomerata subsp. hispanica (Roth) Nyman
- Dactylis glomerata subsp. juncinella (Bory ex Boiss.) Stebbins & D.Zohary
- Dactylis glomerata subsp. lobata (Drejer) H.Lindb.
- Dactylis glomerata subsp. lusitanica Stebbins & D.Zohary
- Dactylis glomerata subsp. reichenbachii (Hausm. ex Dalla Torre & Sart.) Stebbins & D.Zohary
- Dactylis glomerata subsp. smithii (Link) Stebbins & D.Zohary

## Description
Dactylis glomerata est une plante herbacée vivace, cespiteuse, aux tiges (chaumes) dressées ou géniculées ascendantes de 15 à 140 cm de long.
Les feuilles souvent un peu rugueuses ont un limbe plan ou canaliculé, de couleur vert bleuâtre, glabre, de 10 à 45 cm de long et relativement large (2 à 14 mm) et une gaine carénée aplatie.
La ligule, assez longue et échancrée, est membraneuse, dentelée et non-ciliée.
Les innovations basales sont flabellées (préfoliaison pliée).
L'inflorescence est une panicule unilatérale, contractée ovale assez caractéristique, de 2 à 30 cm de long, ramifiée. Elle est formée de groupes d'épillets souvent violacés, rassemblés en glomérules serrés.
Les épillets fertiles, pédicellés, comptent de 2 à 5 fleurons fertile, avec des fleurons réduits à l'apex.
Ces épillets, oblongs ou cunéiformes, de 5 à 9 mm de long, sont fortement comprimés latéralement. Ils se décomposent à maturité en se désarticulant à la base de chaque épillet fertile.
Les glumes, persistantes, plus fines que la lemme fertile, sont dissemblables et plus courtes que l'épillet.
La glume inférieure lancéolée, membraneuse, carénée, à l'apex aigu et munie d'une brève arête, est plus courte que la glume inférieure (75 % de la longueur de cette dernière), et présente une nervure.
La glume supérieure, ovale, membraneuse, carénée, à l'apex aigu, plus courte que la lemme fertile adjacente (75 %) présente 3 nervures, dont la principale est ciliée.
Les fleurons fertiles sont enveloppés dans la glumelle inférieure (lemme) obovale, comprimée latéralement, de profil lancéolé ou oblong, de 4 à 7 mm de long, de consistance herbacée, plus fine sur les bords et présentant 5 nervures. Cette lemme à l'apex acuminé présente une arête de 0,5 à 1,5 mm de long.
Les fleurons stériles apicaux ressemblent aux fleurons fertiles mais sont sous-développés.
Les fleurons présentent un ovaire glabre.
Le fruit est un caryopse au hile punctiforme
Chromosomes : cette espèce a un nombre chromosomique de base égal à x=7 et présente un polymorphisme avec trois niveaux de ploïdie : diploïde (2n=2x=14), tétraploïde (2n=4x=28) et hexaploïde (2n=6x=42).

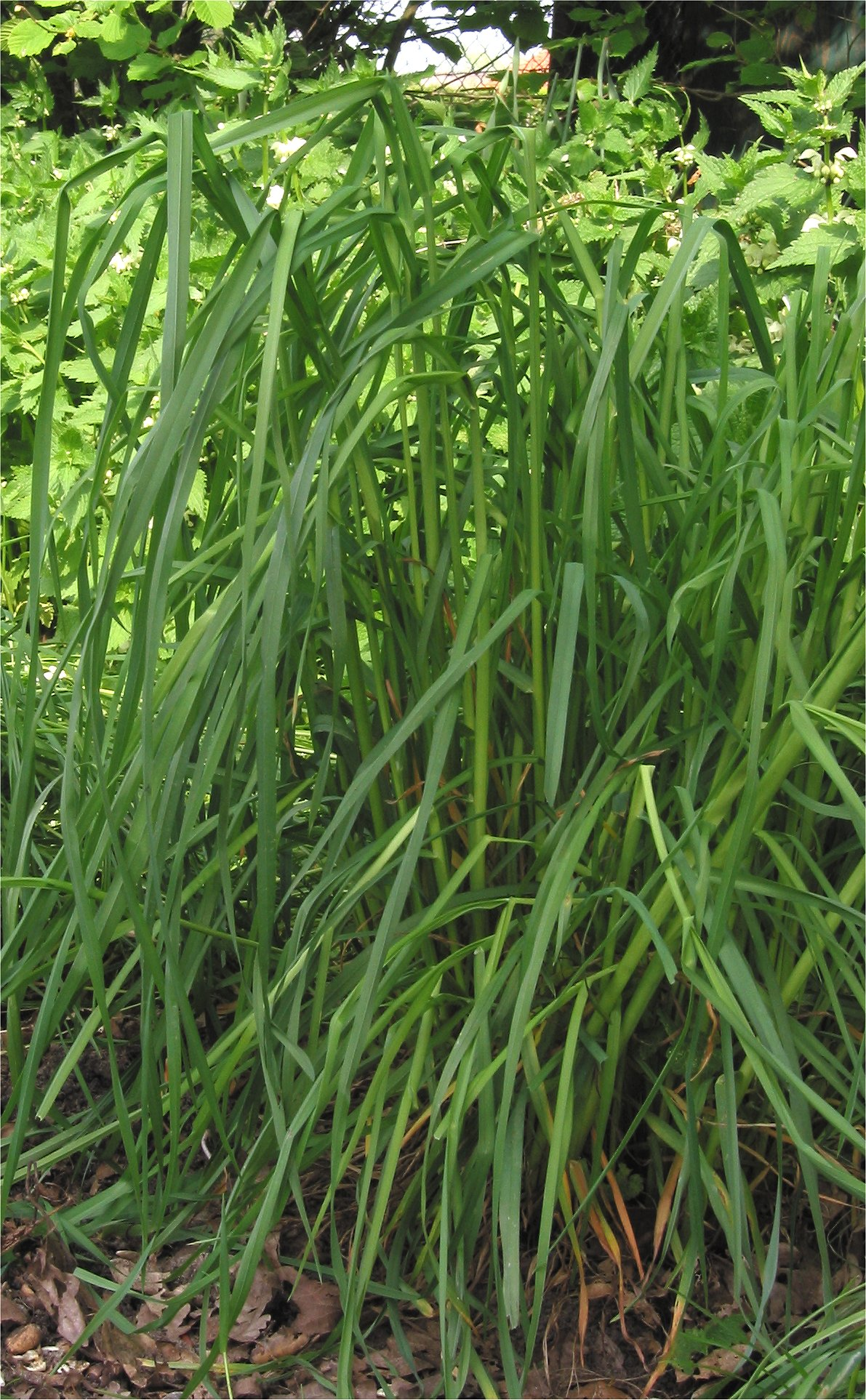
Port
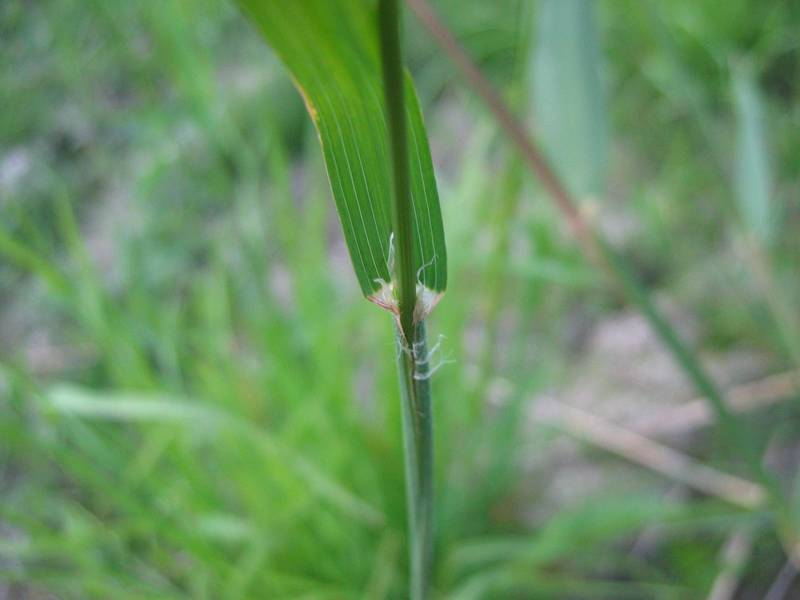
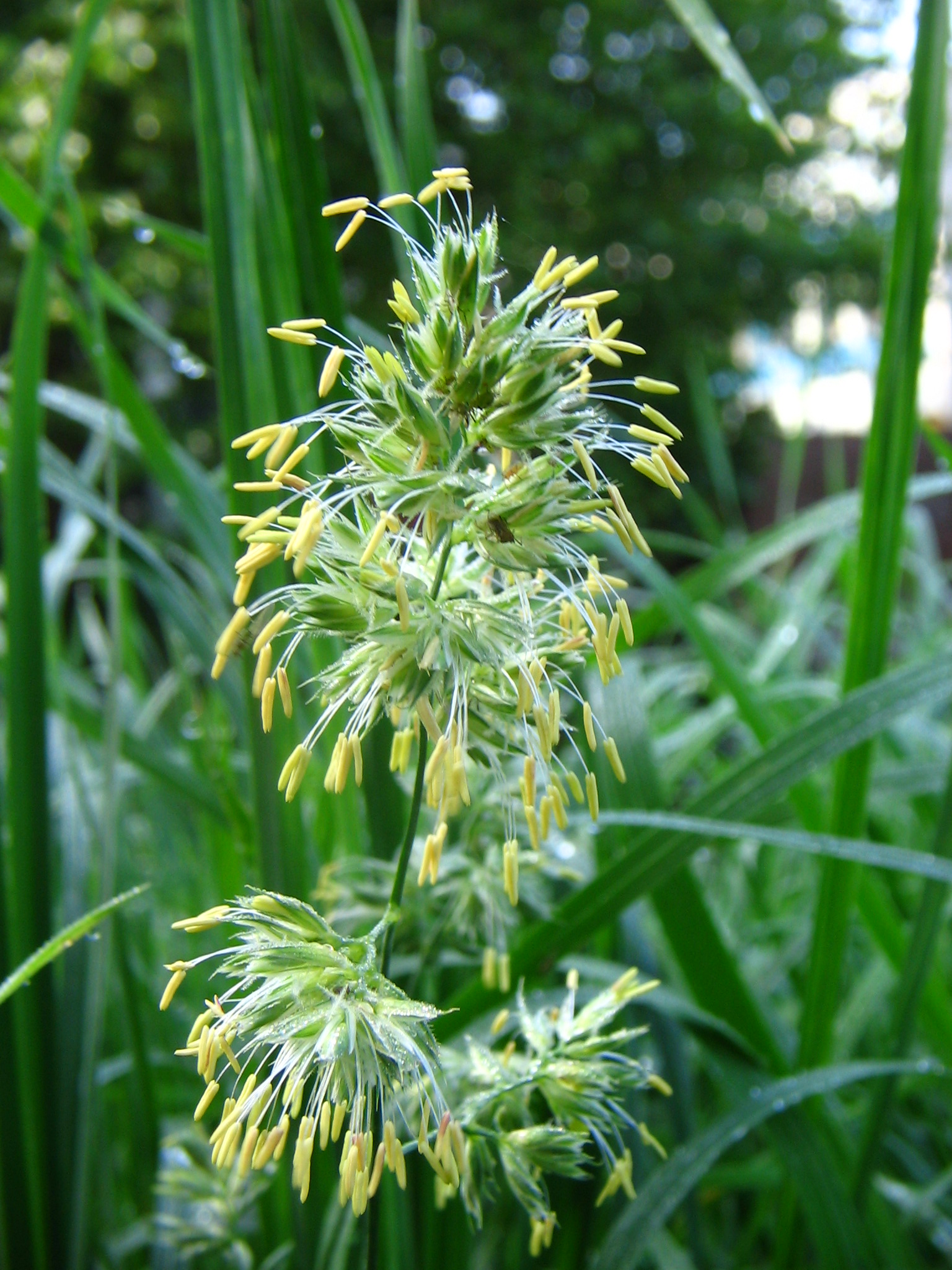
Dactyle en pleine floraison
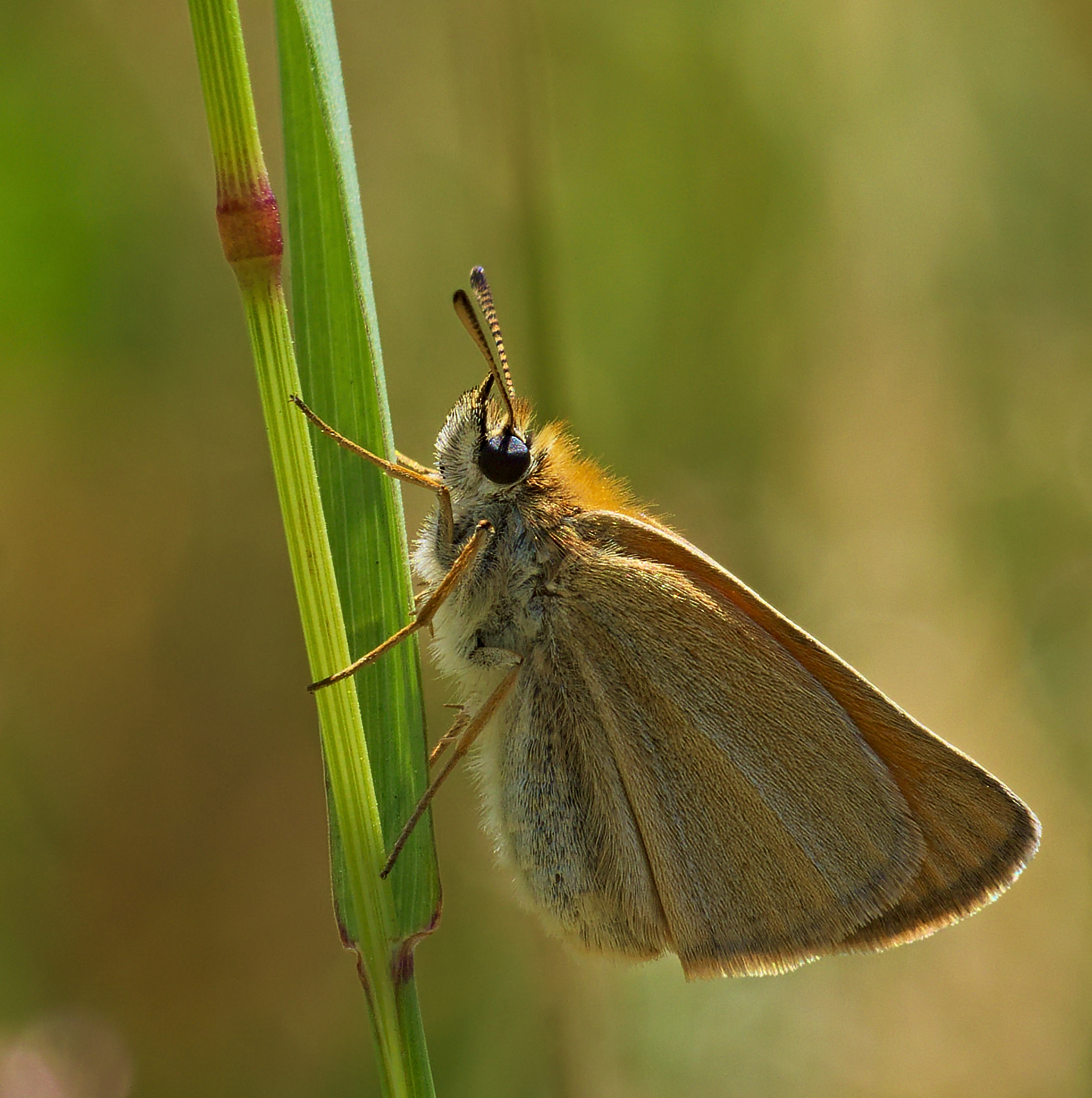
Hespérie du dactyle
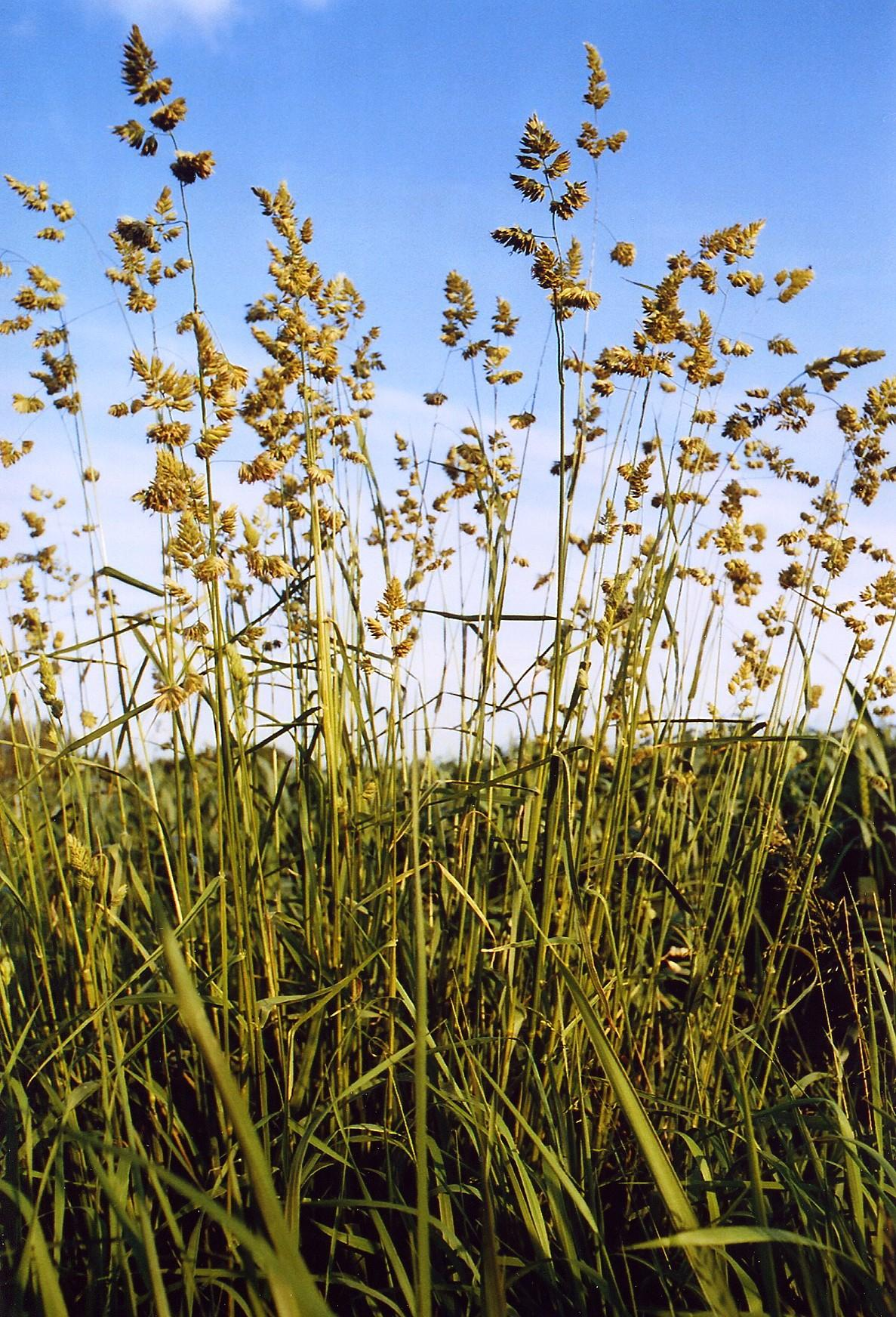
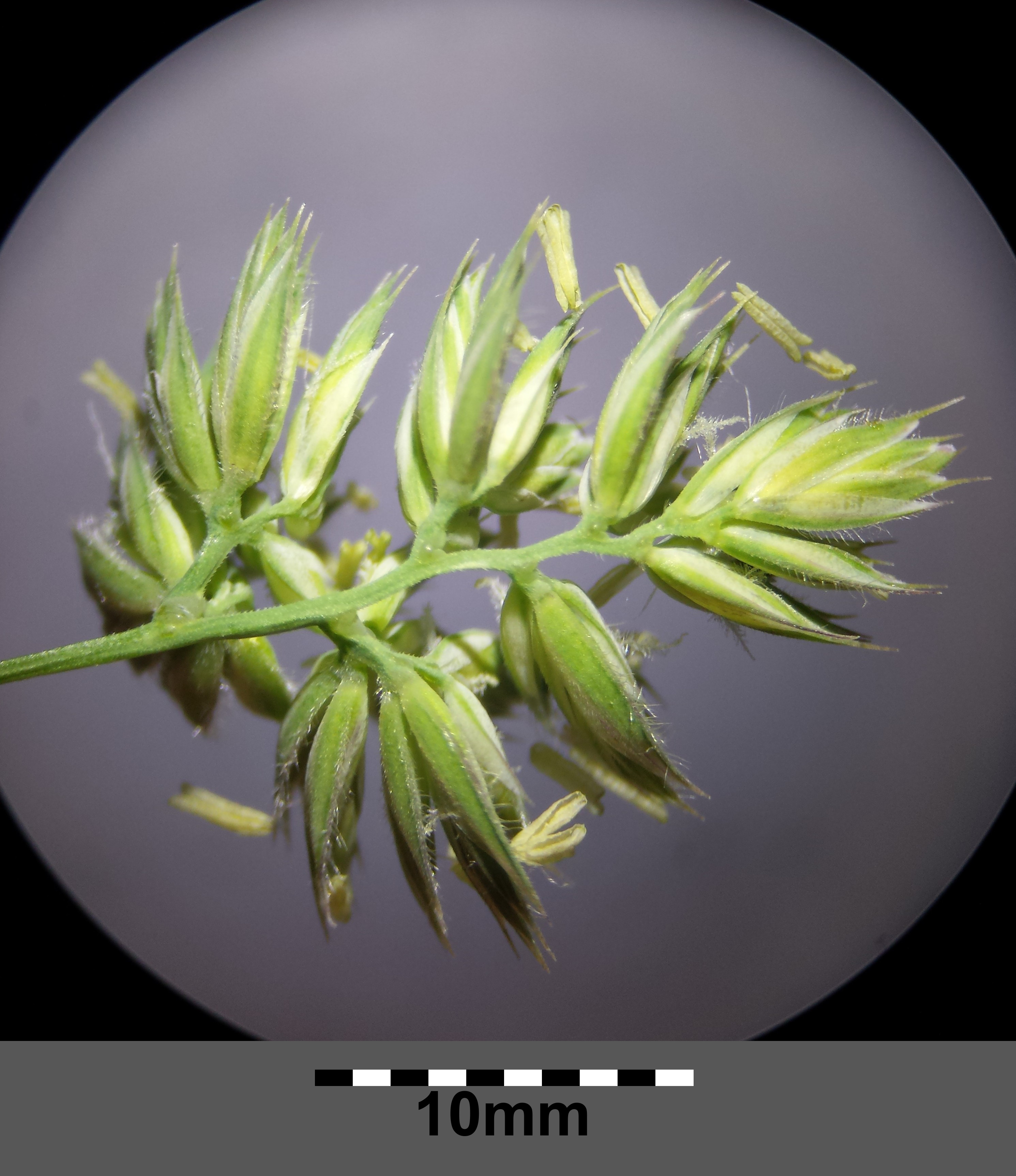
Panicule
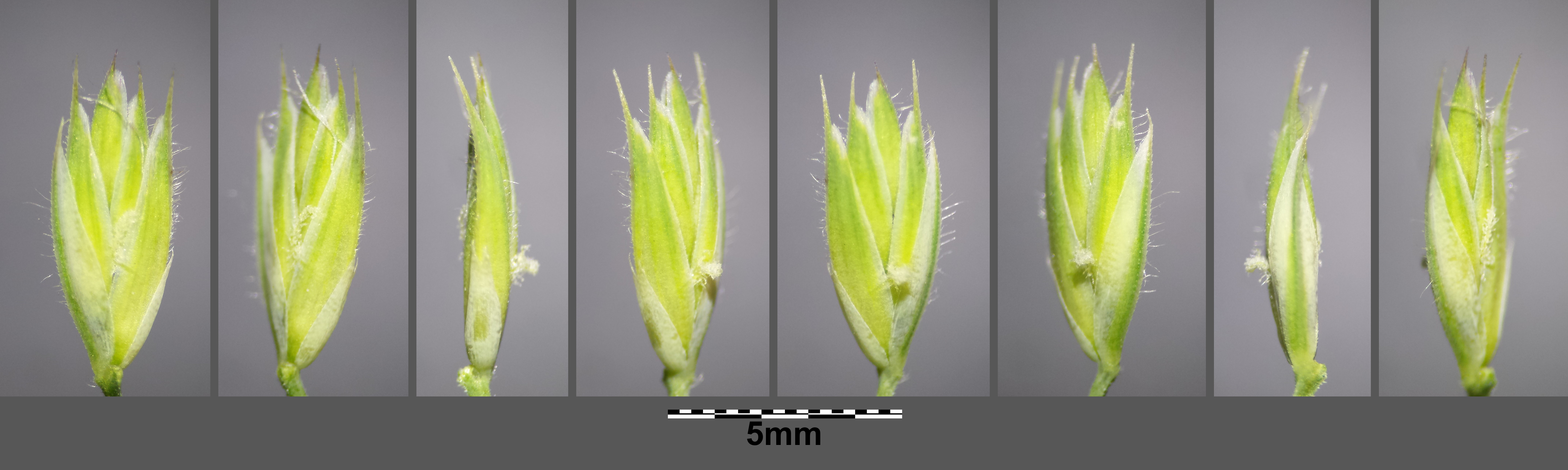
Épillets
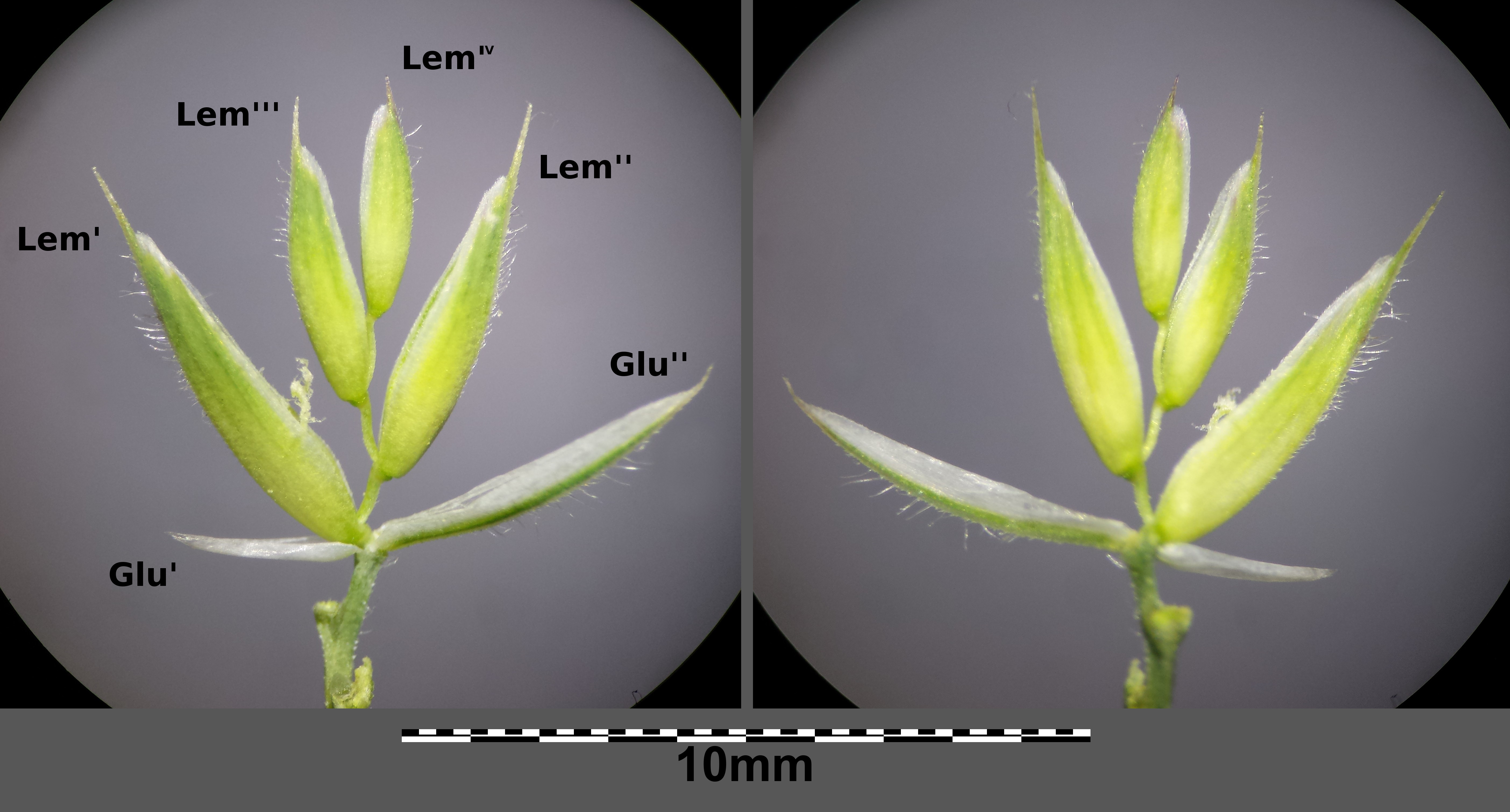
Épillet ouvert: (Glu) Glume, (Lem) Lemme

## Distribution
Selon POWO, l'aire de répartition originelle de Dactylis glomerata s'étend dans les régions tempérées et tempérées chaudes de l'Ancien Monde :
- Afrique du Nord (du Maroc à l'Égypte) et Macaronésie,
- Europe (des Îles Britanniques et de la péninsule Ibérique jusqu'aux pays scandinaves, la Russie occidentale, l'Ukraine et les Balkans),
- Asie tempérée : du Caucase et de l'Asie occidentale et centrale jusqu'en Mongolie et de Gansu, Guizhou, Hubei, Ningxia, Shaanxi, Sichuan, Xinjiang, Xizang, Yunnan, Zhejiang) et à Taïwan[11],
- ainsi qu'en Asie tropicale : sous-continent indien (Inde, Pakistan)[12].

L'espèce a été introduite et s'est largement naturalisée en Sibérie orientale, en Corée et dans les autres continents, notamment en Afrique orientale et australe (Tanzanie, Lesotho, Afrique du Sud), en Australie et Nouvelle-Zélande, aux États-Unis (Alabama, Géorgie, Kentucky, Mississippi, Caroline du Sud, Virginie, Virginie-Occidentale) ainsi qu'à Hawaï, en Amérique centrale (Costa Rica) et en Amérique du Sud (Argentine, Uruguay).
Cette plante est fréquente dans les prés et prairies, mais aussi dans les bois et les friches. Généralement sur les sols riches en azote et ensoleillés. En ville, elle préfère les terrains engazonnés et le pied des arbres.

## Utilisation

### Plante fourragère
Le dactyle pelotonné est l'une des principales graminées fourragères, sélectionnée pour sa haute productivité. Elle s'adapte à tous types de sols et réagit bien aux apports d'azote. Son enracinement puissant lui donne une bonne résistance aux sécheresses estivales. En revanche, le dactyle supporte mal les terrains humides ou temporairement inondés.
Riche en protéines, on le cultive fréquemment dans les prairies temporaires, souvent associé à une légumineuse telle que la luzerne, ou, en terrains plus acides, au trèfle blanc. Il est également présent, semé ou spontané, dans les prairies permanentes où il est très apprécié.

#### Variétés cultivées
Les principaux caractères améliorés sur le dactyle pelotonné en France et en Amérique du Nord ont été la vitesse d'implantation, l'allongement de la durée de croissance, la durée d'exploitation au printemps, la résistance aux maladies (rouilles, mastigosporiose, scoléchotrichose), la productivité et la qualité du fourrage.
En première coupe, les variétés de dactyle à maturation tardive coïncident mieux avec la luzerne que les variétés de type précoce.
Quatre types de mode de croissance du dactyle aggloméré ont été sélectionnés :
- haut, ramifié, précoce,
- haut, feuillu, tardif,
- mi-haut, feuillu, mi-tardif
- nain, feuillu, mi-tardif

Les cultivars de type « haut » sont les mieux adaptés à la récolte mécanique. cependant, ils conviennent aussi bien au pâturage si la gestion de est adaptée. Les types « mi-haut » et « nain » sont généralement recommandés seulement pour les systèmes de pâturage. Les différents cultivars diffèrent largement dans leur résistance aux maladies foliaires, aux virus et au froid hivernal.
En 2023, 177 variétés sont inscrites au catalogue européen des espèces et variétés et plus de 90 au catalogue officiel français.
Parmi les variétés anciennes et récentes commercialisées on peut citer : Ariès, Germinal, Floréal, Prairial, Daprime, Lude, Athos, Luflor, Dactina, Bolide, Lazuly, Adremo...
Plusieurs variétés sont des composites hybrides, une variété est destinée à la végétalisation et une autre à un usage en gazon.

### Plante médicinale
La plante est réputée être œstrogénique. C'est en médecine populaire un remède populaire pour traiter les tumeurs, les affections rénales et vésicales.

### Grignotage
La base tendre et sucrée des tiges peut être occasionnellement grignotée.

## Mauvaise herbe
En Australie, Dactylis glomerata est considérée comme une mauvaise herbe environnementale dans le Victoria, la Tasmanie, l'ACT (Territoire de la capitale australienne) et la Nouvelle-Galles du Sud. Très cultivée comme herbe de pâturage, la plante s'est répandue dans des sites perturbés et des communautés végétales naturelles. Elle se montre envahissante dans les landes, les bois ouverts et les forêts, les ripisylves, les milieux humides d'eau douce et sur le littoral, où elle forme des pelouses denses qui suppriment les graminées indigènes et les autres plantes herbacées non graminoïdes.
Elle a par exemple envahi certaines parties basses des forêts ouvertes qui forment la réserve naturelle de Queanbeyan dans l'ACT. Cette réserve est le seul habitat d'une espèce d’Asteraceae endémique très rare, Rutidosis leptorrhynchoides, classée « en voie de disparition », et que le dactyle concurrence directement pour l'espace, les nutriments, la lumière et l'humidité,.

## Ennemis naturels

### Maladies

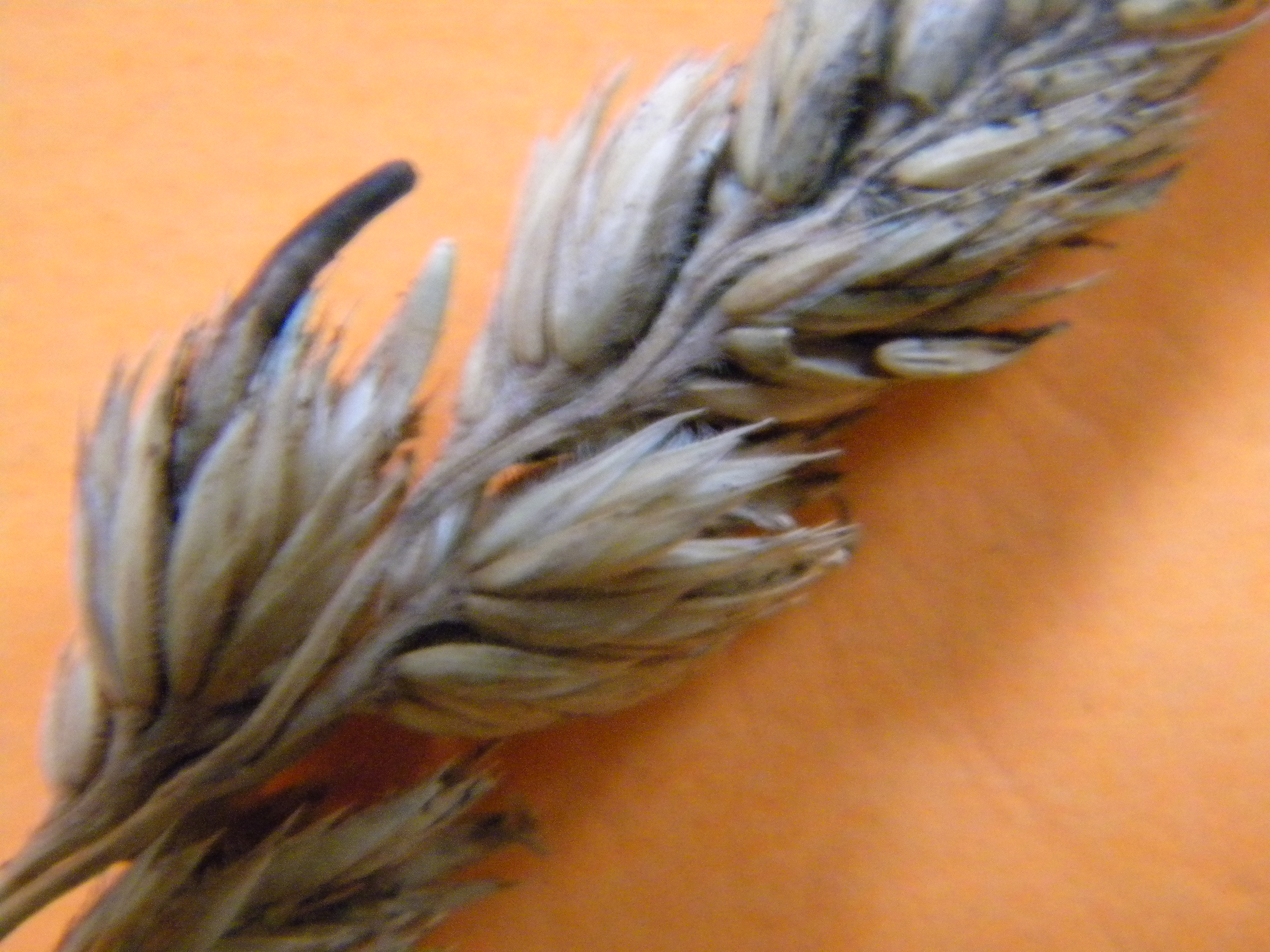
Ergot du seigle sur dactyle pelotonné.

En Europe, la rouille jaune ou rouille striée, Puccinia striiformis f.sp. dactylidis, qui affecte les céréales peut attaquer gravement le dactyle.
La rhynchosporiose, maladie causant des taches puis des dessèchements foliaires et causée par le champignon Rhynchosporium orthosporum.
Le dactyle peut également être l'hôte de l'ergot du seigle.
Divers autres champignons peuvent également affecter le dactyle :
Mastigosporium rubricosum est l'agent de la moucheture brune. Cette maladie, qui se traduit par des taches brunes allongées sur feuilles, diminue les rendements et la qualité des fourrages. Epichloe typhina est l'agent des quenouilles. Sans réelle gravité, la rouille du dactyle causée par le champignon Uromyces dactylidis nécessite pour son cycle complet de développement un second hôte tel que les renoncules.
Aux États-Unis, la scolécotrichose ou maladie des taches en bandes des graminées (Scolecotrichum graminis), l'échaudure des feuilles (Rynchosporium orthosporum), la rouille striée (Puccinia striiformis)  et les taches foliaires figurent parmi les maladies les plus répandues et les plus destructrices chez le dactyle aggloméré. La résistance à ces maladies est variable selon les cultivars.
Le virus de la marbrure du dactyle (CfMV, Cocksfoot Mottle Virus) est transmis par les adultes et les larves d'un chrysomélidé (Oulema melanopus L.). Non transmis par les graines, il peut se répandre par le matériel agricole (fauchage) et par le bétail au pâturage. Il provoque des symptômes de décoloration du feuillage et peut réduire la longévité des cultures. C'est un sérieux problème au Royaume-Uni et l'une des maladies les plus graves du dactyle au Japon. On dispose aux États-Unis de cultivars résistants à ce virus.

### Ravageurs
Les principaux ravageurs sont les mêmes que ceux des graminées fourragères.
En Europe, les cécidomyies du dactyle, attaquent les inflorescences : Contarinia dactylidis est la plus précoce et est observée juste avant la floraison, Dasineura dactylidis apparaît peu après la floraison. Chez ces deux espèces, les larves s'alimentent aux dépens des graines.
Aux États-Unis, les larves du scarabée japonais (Popillia japonica) et du hanneton vert (Cotinis nitida) se nourrissent de racines du dactyle aggloméré. Les tenthrèdes se nourrissent de la pointe des tiges. On connaît cependant mal l'importance des pertes économiques causée par ces insectes.